# Tartus
 Ovo je glavno značenje pojma Tartus. Za druga značenja pogledajte Tartus (razdvojba).
Tartus ((arap.) طرطوس, Ṭarṭūs) je lučki grad na mediteranskoj obali Sirije. Drugi je najveći grad na obali iza Latakije i najveći grad u pokrajini Tartus.
U prošlosti je bio poznat pod nazivima Antaradus, za vrijeme Rimljana i Tartos ili Tortosa za vrijeme Križara.

## Vanjske poveznice
• www.tartous.gov.sy  Arhivirana inačica izvorne stranice od 1. kolovoza 2010. (Wayback Machine)